# 西凉府
西凉府，中国古代的府。
唐朝广德二年（764年）凉州地入吐蕃，至五代、北宋初年，当地豪酋自置牧守，称为西凉府，一名河西军，治所在今甘肃省武威市。辖境约当今张掖市以东，天梯山、兰州市以北，宁夏回族自治区固原市以西地。境内属部称西凉六谷部。后入甘州回鹘、西夏。蒙古灭西夏后，由阔端镇守，至元十五年（1278年）西凉府改为西凉州。